# Bozorgmehr

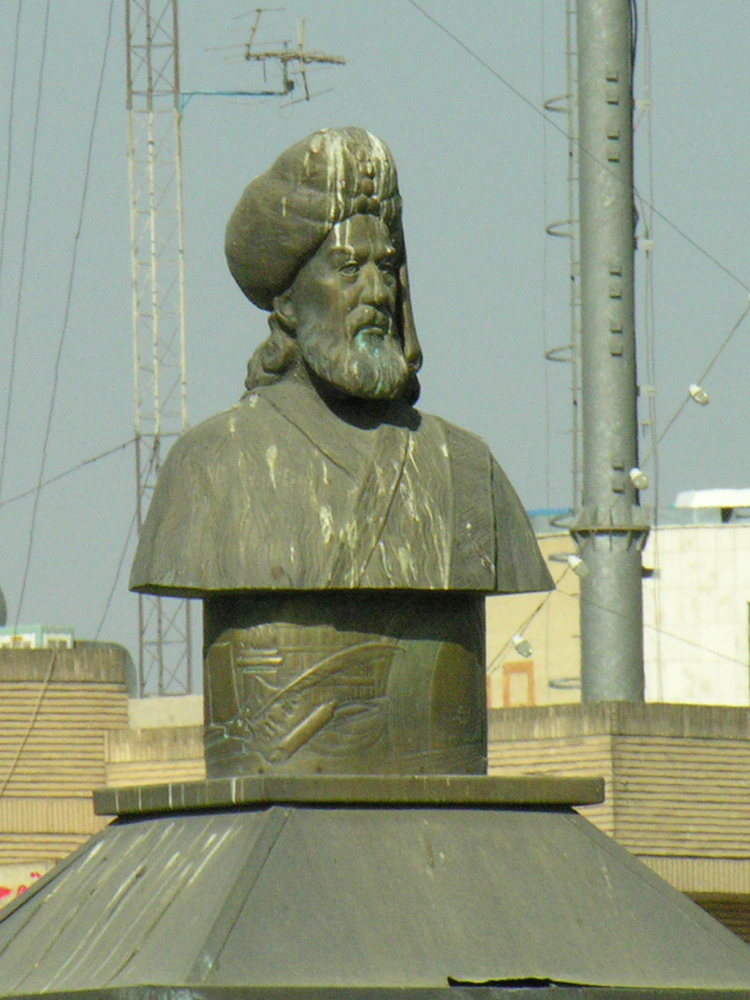
Beeld van Bozorgmehr op het Bozorgmehrplein, Isfahan, Iran

Bozorgmehr-e Bokhtagan (grote zon, een met grote vriendelijkheid, Burzmihr, Dadmihr, Dadburzmihr) was een Iraanse wijsgeer en hoogwaardigheidsbekleder van de Karen-familie, die minister (wuzurg framadār) was van de sassanidische koning (shah) Kavad I (r. 498-531), en diens zoon en opvolger Khusro I (r. 531-579). Hij diende ook als militair bevelhebber (spahbed) van Khwarasan onder Khusro I en diens opvolger Hormazd IV (r. 579-590). Zijn naam komt in verschillende belangrijke werken in de Perzische literatuur voor, met name in de Shahnameh (boek der koningen).

## Achtergrond
Bozorgmehr wordt voor het eerst in 498 genoemd, als een van de negen zonen van de machtige edelman Sukhra. Hij behoorde tot het huis van Karen, een van de zeven grote huizen van Iran, dat afstamde van de Arsacidenprins Karen. De Karen-familie eiste de afstamming op van de legendarische Pishdadian shah Manuchehr, en was afkomstig van Nihavand in Medië. Nadat de sassanidische shah Peroz (r. 459-484) bij de slag van Herat (484) was verslagen en gedood, werd Sukhra de facto heerser van Iran. Hij werd uiteindelijk verslagen en terechtgesteld door Kavad I, waardoor de Karen-familie ernstig werd verzwakt, met veel leden verbannen naar gebieden Tabaristan en Zabulistan, ver weg van het sassanidische hof in Ctesiphon. In 496 werd Kavad I afgezet en gevangengezet wegens zijn steun aan de beweging van Mazdak, en ook wegens de executie van Sukhra.

## Loopbaan
Nadat Kavad I in 498 de sassanidische troon had teruggeëist van zijn jongere broer Jamasp, stelde hij Bozorgmehr aan als zijn minister (wuzurg framadār). Tijdens zijn aanstelling wist Bozorgmehr Kavad ervan te overtuigen te stoppen met de belasting op fruit en graan voor de boeren.
Bozorgmehr wordt genoemd in de Aydāgār ī Wuzurgmihr, in de Shahnameh en in al-Tha'alibi's Ghurar en al-Masudi's Murūj al-Dharab.
Tijdens de regering van Kavad I's zoon en opvolger, Khusro I (r. 531-579) hield Bozorgmehr zijn post als minister van de shah. Zijn status steeg toen hij door Khusro I werd aangesteld als militair bevelhebber (spahbed) van de kust (grensgebied) van Khorasan (Khwarasan).
Tijdens de regering van Khusro's zoon Hormazd IV (r. 579-590) bleef Bozorgmehr aan als spahbed van Khorasan.
Er zijn twee zegels van Bozorgmehr bewaard, waarin hij benadrukt van de Parthen af te stammen.
Volgens Ferdinand Justi zou Bozorgmehr zijn terechtgesteld op bevel van Hormazd IV.
Bozorgmehrs nazaten bleven een actieve rol spelen in de politiek van Iran, een van hen, Adhar Valash, regeerde over Tabaristan en Gorgan onder de laatste sassanidische shah, Yazdegerd III (r. 632-651). Zijn kleinzoon Valash regeerde over Tabaristan van 665 tot 673.

## Werken
Verschillende Middel-Perzische verhandelingen werden door Bozorgmehr geschreven, waaronder Wizārišn ī čatrang (verhandeling over schaken), ook bekend als Chatrang Nama (schaakboek), Ayādgār ī Wuzurgmihr ī Bōxtagān, Ketāb al-Zabarj, Ketāb Mehrāzād Jošnas en Zafar-nāma (boek van overwinning), vertaald in Nieuw Perzisch door Avicenna.

## In deShahnameh

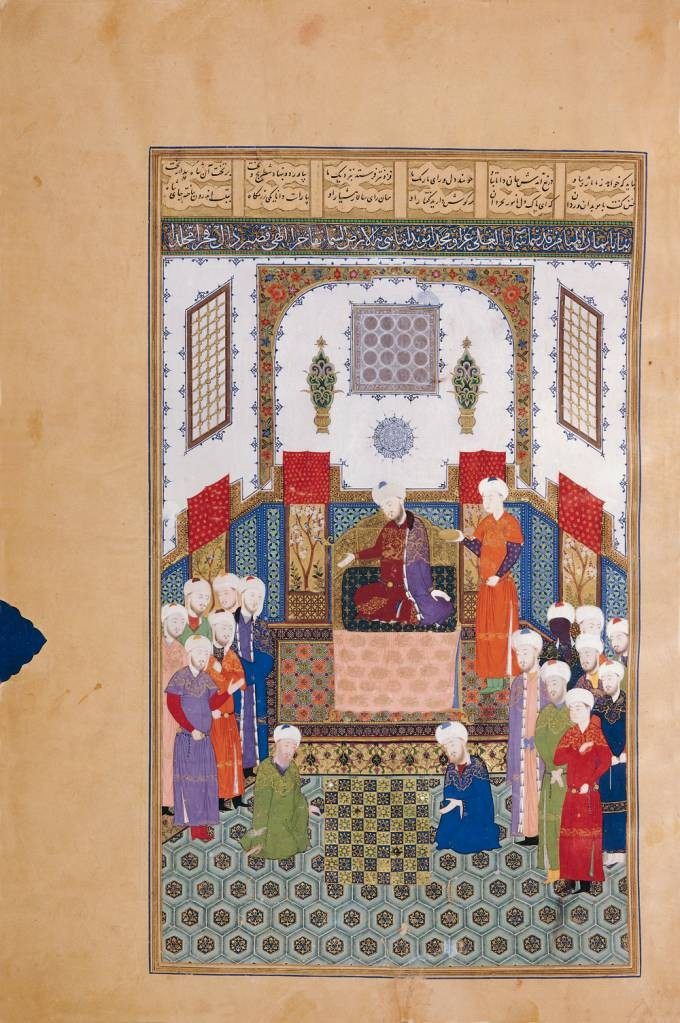
Bozorgmehr daagt de Indiase afgezant van de raja van Qanuj uit tot een spelletje schaak, Shahnameh.

In de Shahnameh van Ferdowsi (10e eeuw) wordt Bozorgmehr als schooljongen in Marv ontdekt door een gezant van koning Kesra Nushin-Ravan (Khusro I), die op zoek is naar een droomuitlegger. Bozorgmehr legt uit dat Khusro's droom te maken heeft met een man in zijn harem, die verliefd was op een van de zeventig vrouwen. Khusro laat beiden terechtstellen en neemt Bozorgmehr op onder zijn adviseurs. Hij wordt uiteindelijk zelfs opperpriester.
Als de Indiase raja van Qanuj geschenken naar Khusro stuurt en het schaakspel, is het Bozorgmehr die de spelregels kan uitdenken. De gezant had gezegd, dat er geen tribuut meer zou worden betaald als niemand aan Khusro's hof zou kunnen bedenken hoe dit spel gespeeld zou moeten worden. Bozorgmehr bedenkt zelf als tegenzet het spel van nard en gaat mee naar India. Daar kan niemand bedenken hoe het spel gespeld zou moeten worden en Bozorgmehr legt het uit. Hij krijgt tribuut mee terug en wordt als wijs man geëerd door de Indiërs.
Op een gegeven moment neemt Bozorgmehrs geluk een wending en wordt hij gevangengezet door Khusro, daarna geketend in een donkere put en vervolgens in een metalen kist geplaatst met spijkers aan de binnenkant met ijzeren banden om het hoofd. Ten slotte wordt hij weer naar zijn paleis gebracht. Pas als de Byzantijnse keizer een gezant met een kistje heeft gestuurd naar Khusro's hof, om de wijsheid van Khusro's raad te testen, heeft Khusro zijn oude vizier weer nodig. Maar Bozorgmehr is inmiddels blind geworden en kan enkel zijn innerlijke wijsheid aanwenden. Hij weet uit te leggen dat in het gesloten en verzegelde gouden kistje drie parels zitten, een gaaf, een half doorboord en een helemaal doorboord. Met dat antwoord is de byzantijnse keizer tevreden en zal hij Perzië tribuut blijven betalen.